# 久本朋子
久本 朋子（ひさもと ともこ、1964年〈昭和39年〉5月13日 - ）は、女優・タレント・歌手。ASH&Dコーポレーション所属。
大阪府大阪市平野区出身。血液型はO型。趣味は日本舞踊。習字はプロ級の腕前。大阪府立大和川高等学校（現・大阪府教育センター附属高等学校）、武庫川女子短期大学卒業。姉はお笑いタレント・女優の久本雅美。また、兄（既婚）もいる。

## 来歴・人物
オンシアター自由劇場出身（1985年-1995年）。以前は、関東の番組にもレギュラー出演していたが、現在は、関西圏や東海圏のTV番組を中心に活躍している。2002年からは、歌手としての活動にも力を入れており、現在は毎月1回、恵比寿ガーデンプレイス近くの恵比寿天窓Switchなどのライブハウスで活動している。
2006年8月に富士宮やきそば学会親善大使に任命された。
自己紹介の際、「久本のキレイな方です」といって笑いを取る事がある。
2008年7月放送の歌手オーディション番組『歌スタ!!』に一般参加で出演し、2009年2月放送の最終プレゼンでNAYUTAWAVE RECORDSからのメジャーデビューが決定。
2009年12月9日デビューシングル「Days〜気づかれない想い〜」発売で、東京・お台場のヴィーナスフォート2F教会広場でデビュー記念イベントを行い教会広場に約800人を集める。姉の久本雅美も駆け付け、「Days〜気づかれない想い〜」をすでに着メロにしていると発言した。カップリング曲は「Nostalgia」。

## 出演番組

### ラジオ
- へっぷしょん ファイブ（MBSラジオ）
- DJ Tomoaki's Radio Show!（2009年12月17日、下北FM）

### テレビコマーシャル番組
- テレビショッピング各社の通販番組で商品を評価する複数いる芸能人の中の一人として出演

### バラエティーほか
- 笑っていいとも!（1994年10月-1995年9月、フジテレビ）※コーナーのレギュラー出演。なお、姉の久本雅美も1993年4月-2010年10月までの17年半、レギュラー出演していた。
- 最大公約ショー（1995-1996年、毎日放送）
- ライオンのごきげんよう（1995年、フジテレビ）※ゲスト
- 豪快!御影屋（1996-1998年、毎日放送）
- 世界ウルルン滞在記（1999年、毎日放送）
- K.I.P!（1999年、関西テレビ）
- そこが知りたい 特捜!板東リサーチ(1999年-2012年、CBC) ※ほぼレギュラー出演
- ちちんぷいぷい（2000年9月-2001年3月、毎日放送）
- 所さんの日本ジツワ銀行（2002年-2003年、日本テレビ）（不定期）
- 夜美女（2003-2004年、サンテレビ）
- ウラネタ芸能ワイド 週刊えみぃSHOW（-2008年3月30日、読売テレビ）
- 魅惑のフルーツ 世界柿ロード（2010年2月13日、TVQ九州放送製作、テレビ東京系）※レポーター
- シルシルミシルさんデー (2011年9月18日、テレビ朝日)
- もう一度 うちの子に会いたい (2014年4月13日、テレビ東京)※レポーター

### テレビドラマ
- さっちゃんウソついてごめんね（TBS）
- チキチキバンバン（日本テレビ）
- 星の金貨（1995年、日本テレビ）木下朱美役
- ドラマ新銀河 初婚・再婚（1997年、NHK）下村マキ役
- シネマカクテル・サンライズサンセット（1999年、関西テレビ）
- ケータイ刑事 銭形零（2004年、BS-i）
- ヤ・ク・ソ・ク（2005年、TBS系）芹沢由紀役
- 正義の味方（2008年、日本テレビ）7話ゲスト

### 舞台
- シティボーイズライヴ「さらにシティボーイズなひととき」（1997年）－　三鷹市芸術文化センター
- 文化村公演・夏の夜の夢「東インド会社」
- ブリキの自発団「好奇心の強い女」
- 久本朋子ココニイマス1「微妙な曲がり角」（2001年）
- 久本朋子ココニイマス2「うたごろ」（2002年）
- 久本朋子ココニイマス3「うたごろ」（2003年）
- 久本朋子ココニイマス4「うたごろ」（2004年）
- シティボーイズディナーショー（2004年）－　名古屋ヒルトンホテル
- メロンメロン1st gift「ファミリーボーン」（2003年）